# Alexander S. McDill
Alexander Stuart McDill (* 18. März 1822 bei Meadville, Pennsylvania; † 12. November 1875 bei Madison, Wisconsin) war ein US-amerikanischer Politiker. Zwischen 1873 und 1875 vertrat er den Bundesstaat Wisconsin im US-Repräsentantenhaus.

## Werdegang
Alexander McDill besuchte zunächst das Allegheny College und studierte danach am Cleveland Medical College Medizin. Nach seiner Zulassung als Arzt praktizierte er von 1848 bis 1856 im Crawford County. Im Jahr 1856 zog er nach Plover in Wisconsin. Dort begann er als Mitglied der Republikanischen Partei auch eine politische Laufbahn. Im Jahr 1862 wurde er in die Wisconsin State Assembly gewählt. Zwischen 1862 und 1868 war er Vorstandsmitglied der staatlichen Nervenheilanstalt von Wisconsin. Danach war er von 1868 bis 1873 medizinischer Leiter dieser Anstalt. In den Jahren 1863 und 1864 saß McDill auch im Senat von Wisconsin.
Bei den Kongresswahlen des Jahres 1872 wurde er im damals neugeschaffenen achten Wahlbezirk von Wisconsin in das US-Repräsentantenhaus in Washington, D.C. gewählt, wo er am 4. März 1873 sein neues Mandat antrat. Da er bei den Wahlen des Jahres 1874 dem Demokraten George W. Cate unterlag, konnte er bis zum 4. März 1875 nur eine Legislaturperiode im Kongress absolvieren. Nach seinem Ausscheiden aus dem US-Repräsentantenhaus übernahm McDill noch einmal die medizinische Leitung der staatlichen Nervenheilanstalt. Er starb aber noch im gleichen Jahr, am 12. November 1875, in der Nähe von Madison.